# منهري
قرية منهري هي إحدى القرى التابعة لمركز أبو قرقاص بمحافظة المنيا في جمهورية مصر العربية. حسب إحصاءات سنة 2006، بلغ إجمالي السكان في منهري 12096 نسمة، منهم 6297 رجلا و5799 امرأة.